# Jimmy Millar
Jimmy Millar (Edinburgh, 1934. november 20. – 2022. október 20.) válogatott skót labdarúgó, csatár, edző.

## Pályafutása

### Klubcsapatban
1952 és 1955 között a Dunfermline Athletic, 1955  és 1967 között a Rangers, 1967 és 1969 között a Dundee United labdarúgója volt. A Rangers csapatával három skót bajnoki címet és öt kupagyőzelmet ért el. Az 1962–63-as idényben 27 góllal bajnoki gólkirály lett. Tagja volt az 1960–61-es KEK-döntős együttesnek.

### A válogatottban
1963-ban két alkalommal szerepelt a skót válogatottban és tíz gólt szerzett.

### Edzőként
1969–70-ben a Raith Rovers vezetőedzőjeként tevékenykedett.

## Sikerei, díjai
Rangers
- Skót bajnokság
  - bajnok (3): 1960–61, 1962–63, 1963–64
  - gólkirály: 1962–63 (27 gól)
- Skót kupa
  - győztes (5): 1960, 1962, 1963, 1964, 1966
- Skót ligakupa
  - győztes (3): 1961, 1962, 1965
- Kupagyőztesek Európa-kupája (KEK)
  - döntős: 1960–61

## Statisztika

### Mérkőzései a skót válogatottban
| Skócia | Skócia          | Skócia                 | Skócia   | Skócia   | Skócia   | Skócia     | Skócia | Skócia  |
| #      | Dátum           | Helyszín               | Hazai    | Eredmény | Vendég   | Kiírás     | Gólok  | Esemény |
| ------ | --------------- | ---------------------- | -------- | -------- | -------- | ---------- | ------ | ------- |
| 1.     | 1963. május 8.  | Glasgow, Hampden Park  | Skócia   | 4 – 1    | Ausztria | barátságos | -      |         |
| 2.     | 1963. június 9. | Dublin, Dalymount Park | Írország | 1 – 0    | Skócia   | barátságos | -      | 44'     |
|        | Összesen        |                        |          | 2        | mérkőzés |            | 0      | gól     |